# London South West (circonscription du Parlement européen)
Avant l’adoption uniforme de la représentation proportionnelle en 1999, le Royaume-Uni utilisait le système uninominal à un tour pour les élections européennes en Angleterre, en Écosse et au pays de Galles. Les conscriptions du Parlement européen utilisées dans ce système étaient plus petites que les circonscriptions régionales les plus récentes et ne comptaient chacune qu'un seul membre au Parlement européen.
La circonscription de London South West était l'une d'entre elles.

## Limites
1979–1984: Battersea North, Battersea South, Kingston-upon-Thames, Lambeth Central, Putney, Richmond (Surrey), Surbiton, Tooting, Twickenham, Vauxhall.
1984–1994: Battersea, Epsom and Ewell, Kingston-upon-Thames, Mitcham and Morden, Putney, Surbiton, Tooting, Wimbledon.
1994–1999: Battersea, Kingston-upon-Thames, Mitcham and Morden, Putney, Streatham, Surbiton, Tooting, Wimbledon.

## Membre du Parlement européen
| Élection | Élection | Membre          | Party        |
| -------- | -------- | --------------- | ------------ |
|          | 1979     | Shelagh Roberts | Conservateur |
| 1984     |          | Shelagh Roberts | Conservateur |
|          | 1989     | Anita Pollack   | Travailliste |
| 1994     |          | Anita Pollack   | Travailliste |